# Iruelos
Iruelos és un municipi i localitat espanyola de la província de Salamanca, a la comunitat autònoma de Castella i Lleó. S'integra dins la comarca de Vitigudino i la subcomarca de La Ramajería. Pertany al partit judicial de Vitigudino.
El seu terme municipal està format per un sol nucli de població, ocupa una superfície total de 12,93 km² i segons les dades demogràfiques recollides al padró municipal elaborat per l'INE l'any 2017, compta amb una població de 34 habitants.

## Demografia
| Gràfica d'evolució demogràfica de Iruelos entre 1900 i 2022                          |
|                                                                                      |
| Font: Institut Nacional d'Estadística d'Espanya - Elaboració gràfica per Viquipèdia. |

Segons l'Institut Nacional d'Estadística, Iruelos tenia, a 1 de gener de 2021, una població total de 31 habitants, 13 dels quals eren homes i 18 dones. Pel que fa a l'any 2000, el cens reflectia 65 habitants, dels quals 27 eren homes i 38 dones. Per tant, la pèrdua de població al municipi per al període 2000-2021 ha estat de 34 habitants, un 52% de descens.

## Història
La fundació d'Iruelos es remunta a l'Edat Mitjana, obeint a la repoblació efectuada pel rei de Lleó Ferran II al segle xii, quan va quedar enquadrada dins de l'Alfoz de Ledesma, anomenant-se llavors Oriolos. Amb la creació de les actuals províncies el 1833, Iruelos va quedar integrat a la província de Salamanca, dins de la Regió de Lleó.

## Monuments d'interès

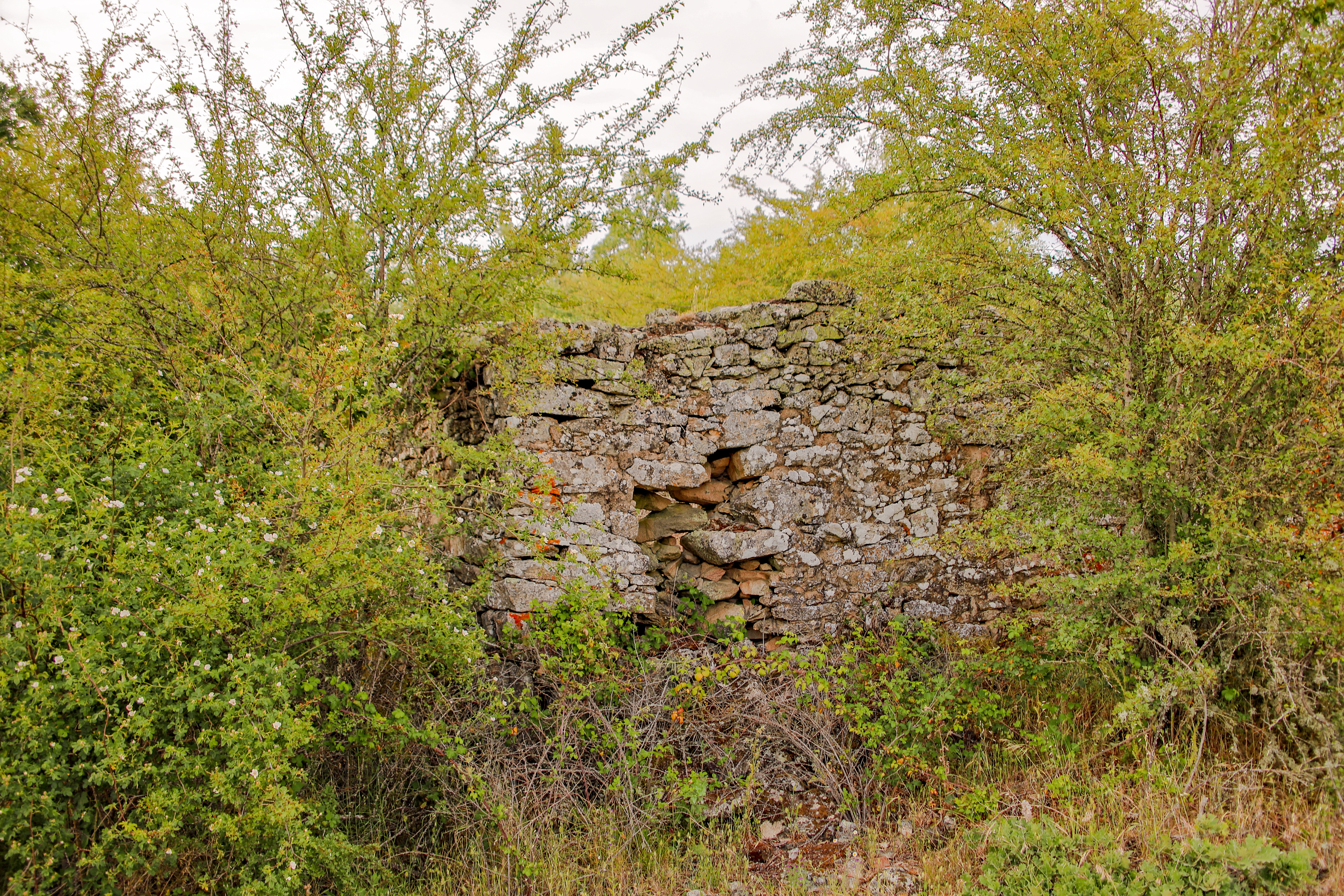
Molí
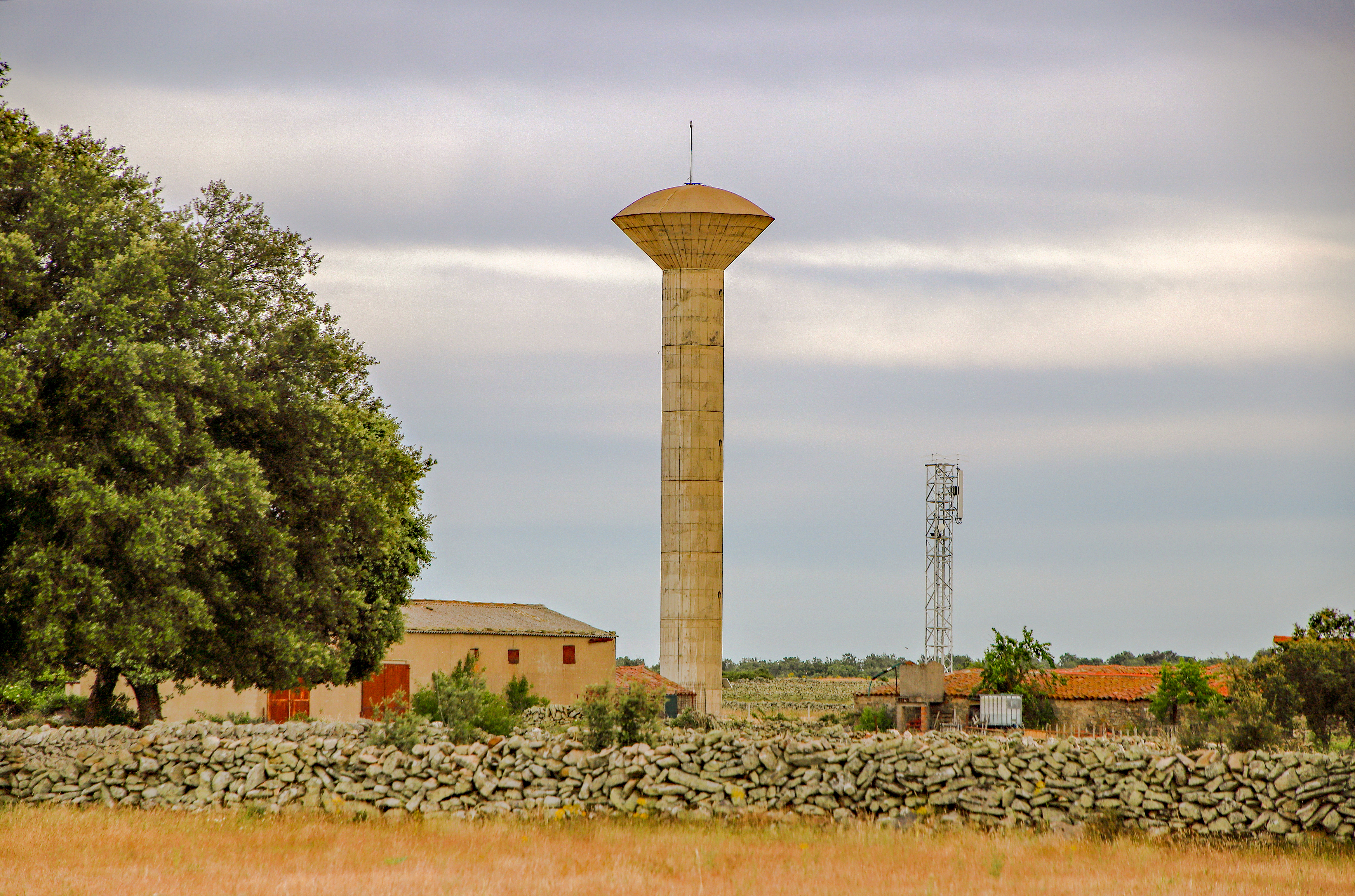
Dipòsit

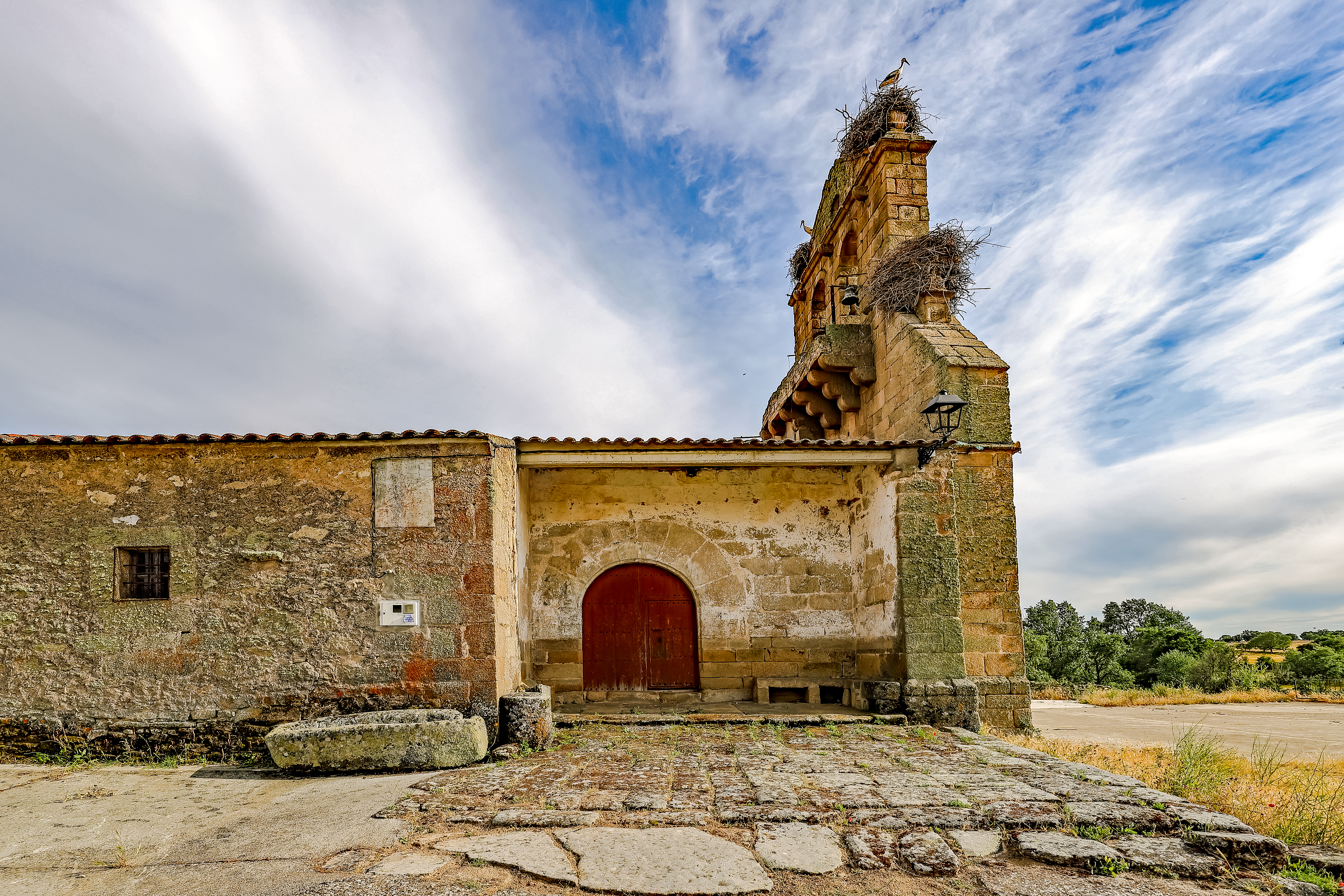
Església
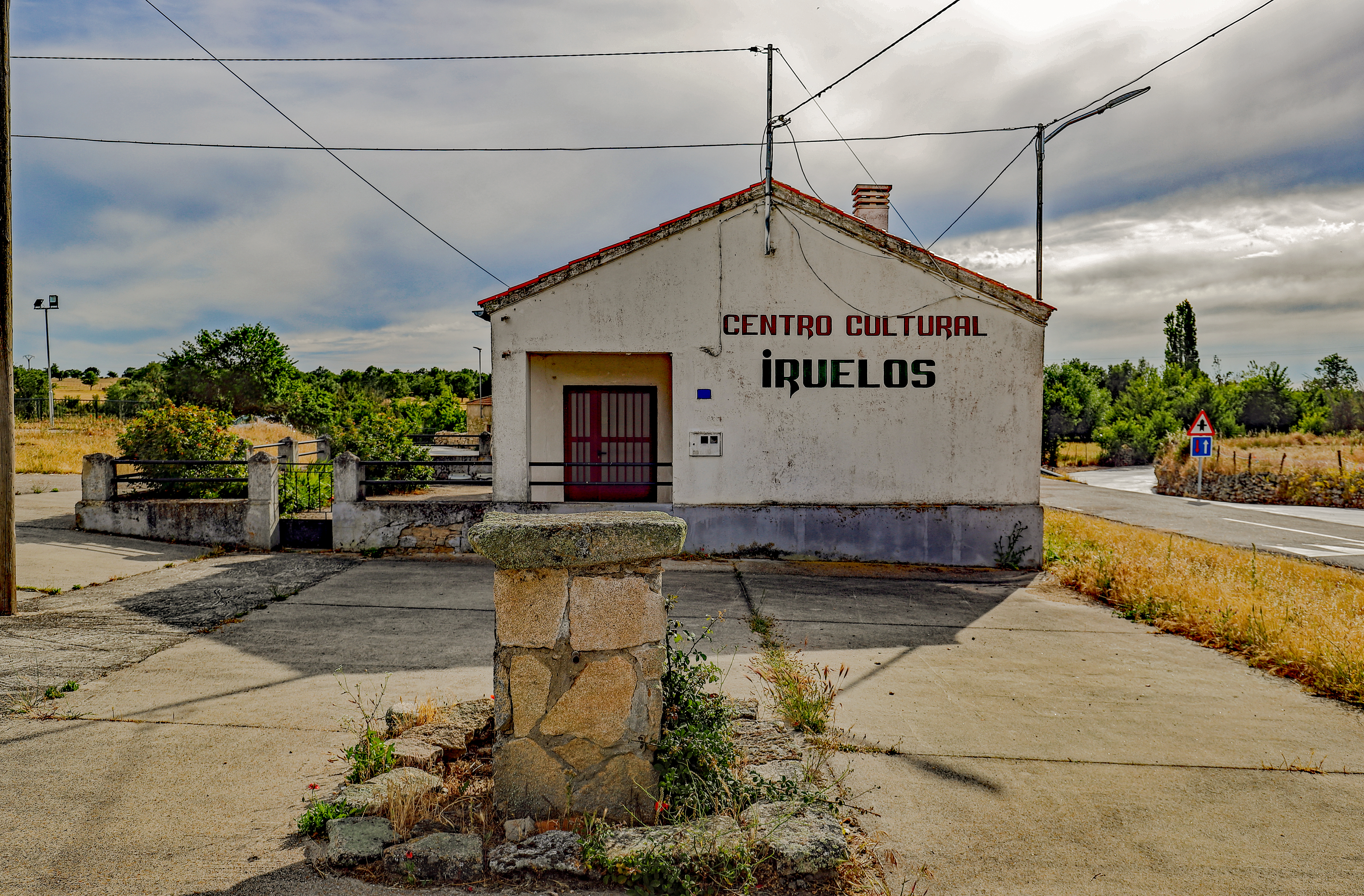
Ajuntament
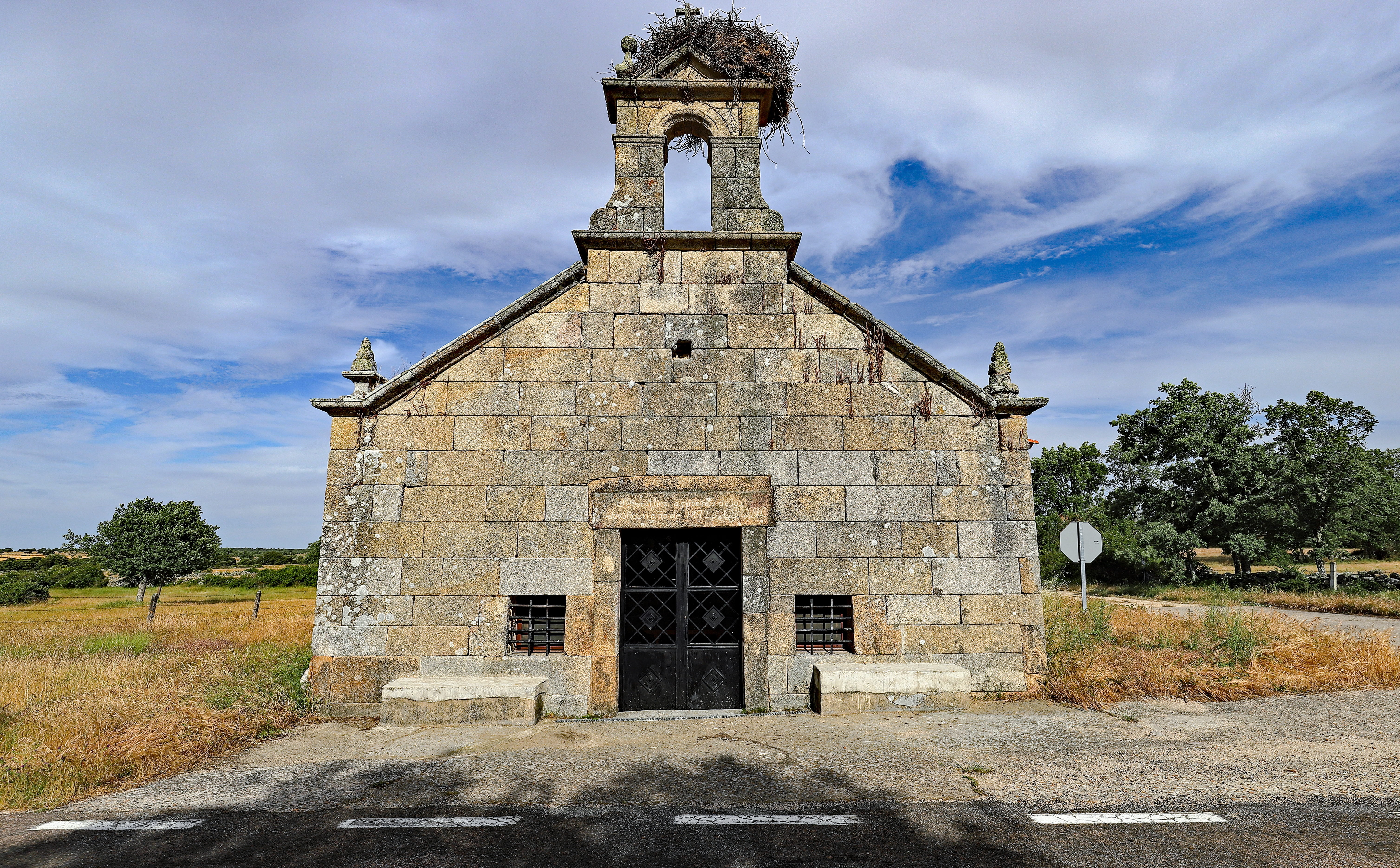
Ermita

## Administració i política
L'alcalde d'Iruelos no rep cap tipus de prestació econòmica per la seva feina al capdavant de l'ajuntament (2017).